# Lewis Clive
Lewis Clive (født 8. september 1910, død 2. august 1938) var en britisk roer, som deltog i OL 1932 i Los Angeles.
Clive gik på Eton College og senere på Christ Church College ved Oxford University, og han roede sammen med Hugh Edwards toer uden styrmand og vandt ved Henley Royal Regatta i 1931 og 1932.
Clive og Edwards blev dermed udtaget til OL i 1932, og her vandt de deres indledende heat klart, mens de i finalen også vandt sikkert med et forspring på mere end to sekunder til newzealænderne Fred Thompson og Bob Stiles, mens polakkerne Jan Krenz-Mikołajczak og Henryk Budziński fik bronze.
Clive var meget stærkt politisk engageret og sad i byrådet for Kensington Borough for Labour. Han tilhørte Fabian Society og drog til Spanien for at kæmpe for republikanerne i den spanske borgerkrig. Her blev han dræbt i kampene.